# Protestantische Kirche (Altrip)
Die protestantische Kirche ist eine Kirche in der rheinland-pfälzischen Ortsgemeinde Altrip. Sie steht unter Denkmalschutz.

## Lage
Die Kirche befindet sich im östlichen Teil des Altriper Siedlungsgebiets in der örtlichen Ludwigstraße, die mit der Kreisstraße 14 identisch ist. Lediglich wenige hundert Meter weiter östlich fließt der Rhein.

## Rezeption
Der Turm der Protestantischen Kirche Altrip gilt als Wahrzeichen.

„Der Kirchturm, positioniert an der Nordostecke des Kirchenschiffes, entstammt dem frühen 13. Jahrhundert, der Spätromanik: unverputztes Bruchsteinmauerwerk; Schallarkarden als Zwillingsfenster mit eingestellten Säulen; achtseitiger, gemauerter Spitzhelm über vier Giebeln. Er ist der einzige vollständig erhaltene romanische Turm im Landkreis.“

Der Kirchturm diente als Orientierungspunkt und Distanzmesser für Rheinschiffer: 

„Von Mannheim bis Germersheim benutzten die Rheinschiffer bei der Fahrt zu Berg wie zu Tal die alten Kirch- und Signaltürme von Neckarau, Altrip, Ketsch, Otterstadt, Altlußheim, Rheinhausen, das Eichholzheimer Schloss, den Udenturm und den Dom zu Speyer, den Turm der Burg Germersheim, den Schloßturm zu Udenheim-Philippsburg und die St. Michaelskapelle zu Rußheim. Man hat deshalb diese Türme sehr hoch gebaut und an den steinernen Dachhelmen oder Pyramiden Dachluken angebracht, aus denen man zur Not Feuersignale geben konnte. Selbstverständlich hat man die alte Stelle, wo ein solcher Bau stand, bei jedem Neubau eines Kirchturms beibehalten.“